# Carlos Arthur Sevilla
Carlos Arthur Sevilla SJ (ur. 9 sierpnia 1935 w San Francisco, Kalifornia) – amerykański duchowny katolicki, biskup Yakima w latach 1996-2011.

## Życiorys
Przygotowując się do kapłaństwa ukończył Gonzaga University w Spokane, gdzie uzyskał dyplom z filozofii. Święcenia kapłańskie otrzymał 3 czerwca 1966 w zgromadzeniu jezuitów. Ukończył dalsze studia w Innsbrucku i Institut Catholique w Paryżu.
6 grudnia 1988 papież Jan Paweł II mianował go biskupem pomocniczym rodzinnej archidiecezji San Francisco ze stolicą tytularną Mina. Sakrę otrzymał z rąk abp. Johna Quinna.
31 grudnia 1996 mianowany ordynariuszem diecezji z siedzibą w Yakima. Na emeryturę przeszedł 12 kwietnia 2011.